# Wolfgang Schädler
Wolfgang Schädler (Triesenberg, 8 luglio 1958) è un ex slittinista liechtensteinese.

## Biografia
Iniziò a gareggiare per la nazionale liechtensteinese nelle varie categorie giovanili in entrambe le specialità del singolo e del doppio, senza però ottenere risultati di particolare rilievo.
A livello assoluto esordì in Coppa del Mondo nella stagione 1978/79, non riuscì mai a conquistare alcun piazzamento sul podio in una tappa di coppa, ma grazie alla costanza di rendimento concluse la stagione 1984/85 al terzo posto in classifica generale nel singolo.
Partecipò a tre edizioni dei Giochi olimpici invernali: l'esordio avvenne ad Innsbruck 1976 dove si classificò al diciannovesimo posto nel doppio con Max Beck e non riuscì a concludere la prova nel singolo, a Lake Placid 1980 colse la sedicesima piazza nella specialità biposto insieme a Rainer Gassner, ma nuovamente non portò a termine la gara individuale; a Sarajevo 1984 partecipò solo nel singolo chiudendo la gara in undicesima posizione.
Prese parte altresì a cinque edizioni dei campionati mondiali, ottenendo quale miglior risultato la sedicesima piazza nel singolo ad Igls 1977 e la dodicesima nel doppio a Schönau am Königssee 1979 ancora in coppia con Gassner. Nelle rassegne continentali raggiunse la quinta posizione a Valdaora 1984 nella gara individuale.
Si ritirò dalle competizioni al termine della stagione 1985/86 divenendo subito capoallenatore della nazionale statunitense di slittino, che già l'anno precedente l'aveva contattato per offrirgli il posto di allenatore, incarico che mantenne ininterrottamente per 24 anni, fino a dopo le Olimpiadi di Vancouver 2010 quando venne ingaggiato per allenare la nazionale russa.

## Palmarès

### Coppa del Mondo
- Miglior piazzamento in classifica generale nel singolo: 3° nel 1984/85.